# Salaberry-de-Valleyfield
Pour les articles homonymes, voir Salaberry, Valleyfield (homonymie), Pointe-du-Lac (homonymie) et Sainte-Cécile.
Salaberry-de-Valleyfield, communément appelée Valleyfield (prononcé : /valefild/) et surnommée la « capitale du Suroît » ou la « Venise du Québec », est une ville québécoise située dans la municipalité régionale de comté de Beauharnois-Salaberry dans la région de la Montérégie,. En 2020, elle compte plus de 42 964 habitants, ce qui fait d'elle la 29e ville la plus peuplée du Québec ainsi que la 118e ville la plus peuplée du Canada.

## Toponymie
Le lieu est tour à tour dénommés Knight's Point, Pointe-du-Lac, Pointe-aux-Voleurs, Sarenack, Saint-Cyriac puis Paroisse de Sainte-Cécile au milieu du XIXe siècle, par suite de son détachement des territoires de Saint-Timothée et Saint-Stanislas.
Le toponyme actuel de la ville, Salaberry-de-Valleyfield, apparaît en 1874. Les francophones veulent alors honorer le lieutenant-colonel Charles-Michel d'Irumberry de Salaberry, un Canadien de lignée patronymique basque, vainqueur des troupes de l'armée américaine lors de la bataille de la Châteauguay, en 1813. Le terme Valleyfield n'a aucun rapport avec ce personnage historique : il est retenu par compromis, pour satisfaire les nombreux anglophones du lieu, lors du choix du toponyme, dont le propriétaire du Moulin à papier, Alexander Buntin, qui veut évoquer de semblables moulins situés en Écosse, les Valleyfield Mills (à Penicuik, Midlothian). Ce terme, Valleyfield, souligne aussi le caractère champêtre du paysage. Le Moulin à papier devient, en 1875, Moulin à coton (Montreal Cotton) et, aujourd'hui, l'Hôtel Plaza Valleyfield.

## Histoire
La longue présence autochtone dans la région est étayée par des artefacts retrouvés et datant de 6 000 ans, notamment à Coteau-du-Lac, lieu de portage en raison des rapides qui empêchaient la navigation.
À l'époque de la Nouvelle-France, la Seigneurie de Beauharnois est concédée à Charles de La Boische et à son frère Claude de Beauharnois de Beaumont en 1729. Le site marécageux est cependant peu exploité et la seigneurie change de main plusieurs fois, notamment en 1773 à Michel-Eustache-Gaspard-Alain Chartier de Lotbinière, fils du marquis de Lotbinière, et en 1795 à Alexander Ellice, riche marchand et propriétaire de navires.
Entre-temps, en 1779 et 1789, un canal est aménagé au confluent du fleuve Saint-Laurent et de la rivière Delisle. Le site de Salaberry est d'abord un relais pour les gens voyageant sur le Saint-Laurent vers les Grands Lacs. Un premier colon, originaire de la Côte-de-Beaupré, s'établit en 1780 près des rapides des Cèdres, au site de l'actuel Saint-Timothée. Sous l'impulsion d'Ellice, d'autres colons s'établissent en 1798 sur le site de l'actuel quartier de Grande-Île. Vers 1800, Ellice organise son domaine et lui donne le nom d'Annfeld, le nom de son épouse, et le divise en douze sections. En 1827, 25 familles y vivent. Un des pionniers est Charles Larocque à qui on doit le chemin Larocque.
La population près des rapides des Cèdres est relativement nombreuse et la fabrique de Saint-Timothée-de-Beauharnois y est établie en 1820 et la paroisse est fondée en 1823. En 1829, on procède à son érection canonique et en 1835 à sa reconnaissance civile. Le toponyme de cette paroisse honore Timothée d'Éphèse. La municipalité de la paroisse de Saint-Timothée est établie en 1845 et, à l'instar des premières municipalités au Canada-Est abolie deux ans plus tard. La municipalité du comté de Beauharnois est instituée en 1847.

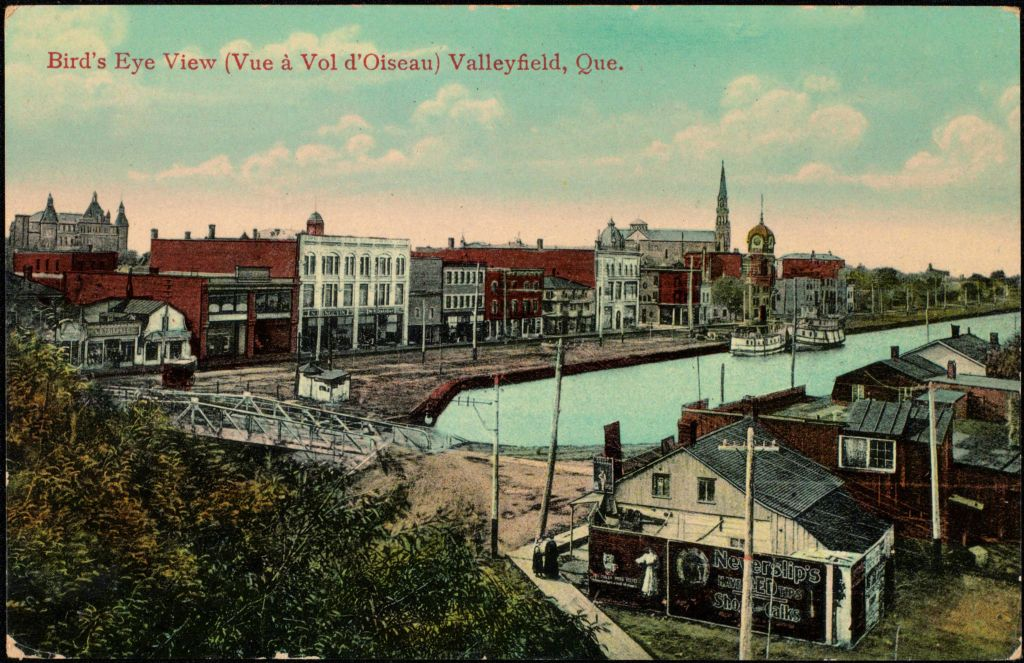
Carte postale, Valleyfield.

En 1842, la construction du canal de Beauharnois est entreprise entre les lacs Saint-Louis et Saint-François pour contourner les difficultés de navigation. Inauguré en 1845, le canal amène la désuétude et la fermeture de celui de Salaberry. Le canal favorise cependant le développement rapide du territoire.
Au milieu du XIXe siècle, un promoteur hollandais dénommé Knight ouvre un petit chantier Knight's Point aux environs de l'actuel centre de Salaberry-de-Valleyfield. Au cours du XIXe siècle, l'endroit est connu sous les noms de Pointe-du-Lac, en raison de la proximité du lac Saint-François, Pointe-aux-Voleurs (parce qu'on y a jadis pillé une barge échouée, Sarenack, Saint-Cyriac (possible déformation de Sarenack). En 1855, la paroisse catholique de Sainte-Cécile, honorant Cécile de Rome, est créée par détachement des territoires des paroisses de Saint-Timothée et Saint-Stanislas. La municipalité dans la partie ouest de l'île de Salaberry est incorporée en 1854 sous le nom de Pointe-du-Lac ou en 1855 comme la municipalité de paroisse de Sainte-Cécile. En 1854, la compagnie écossaise The Valleyfield Paper Mills, établit une papeterie à Pointe-du-Lac alors que le bureau de poste de Valleyfield ouvre ses portes. La localité, qui compte alors 200 habitants, est appelée Valleyfield (en anglais : champ de la vallée) dans le langage courant. Plusieurs entreprises d'industrie lourde s'implantent, dont l'homme d'affaires Alexander Buntin. La filature Montreal Cottons Company devient le principal employeur local. À l'est, le bureau de poste de Saint-Timothée commence ses activités en 1851 alors qu'une nouvelle municipalité de paroisse de Saint-Timothée est érigée en 1855. En 1861, Saint-Timothée compte 600 habitants.
En 1871 fut fondée la Coteau and Province Line Railway and Bridge Company (C&PL), qui aura pour mission de construire une voie ferrée entre Coteau et Cantic, à la jonction du Central Vermont, ainsi qu'un imposant pont reliant Valleyfield à Coteau. Le C&PL sera plus tard fusionné avec le Canada Atlantic Railway, qui fait maintenant partie du Canadien National après de multiples fusions. Le premier maire de la ville est Moïse Plante.

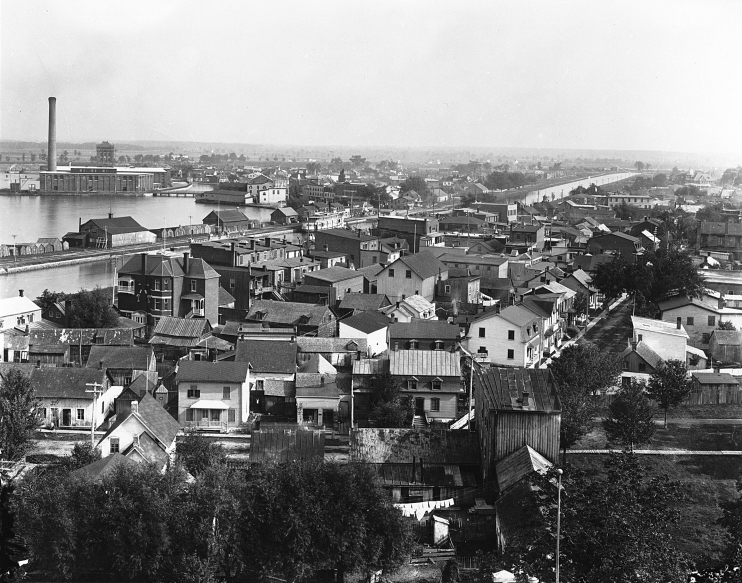
Salaberry-de-Valleyfield, 1900.

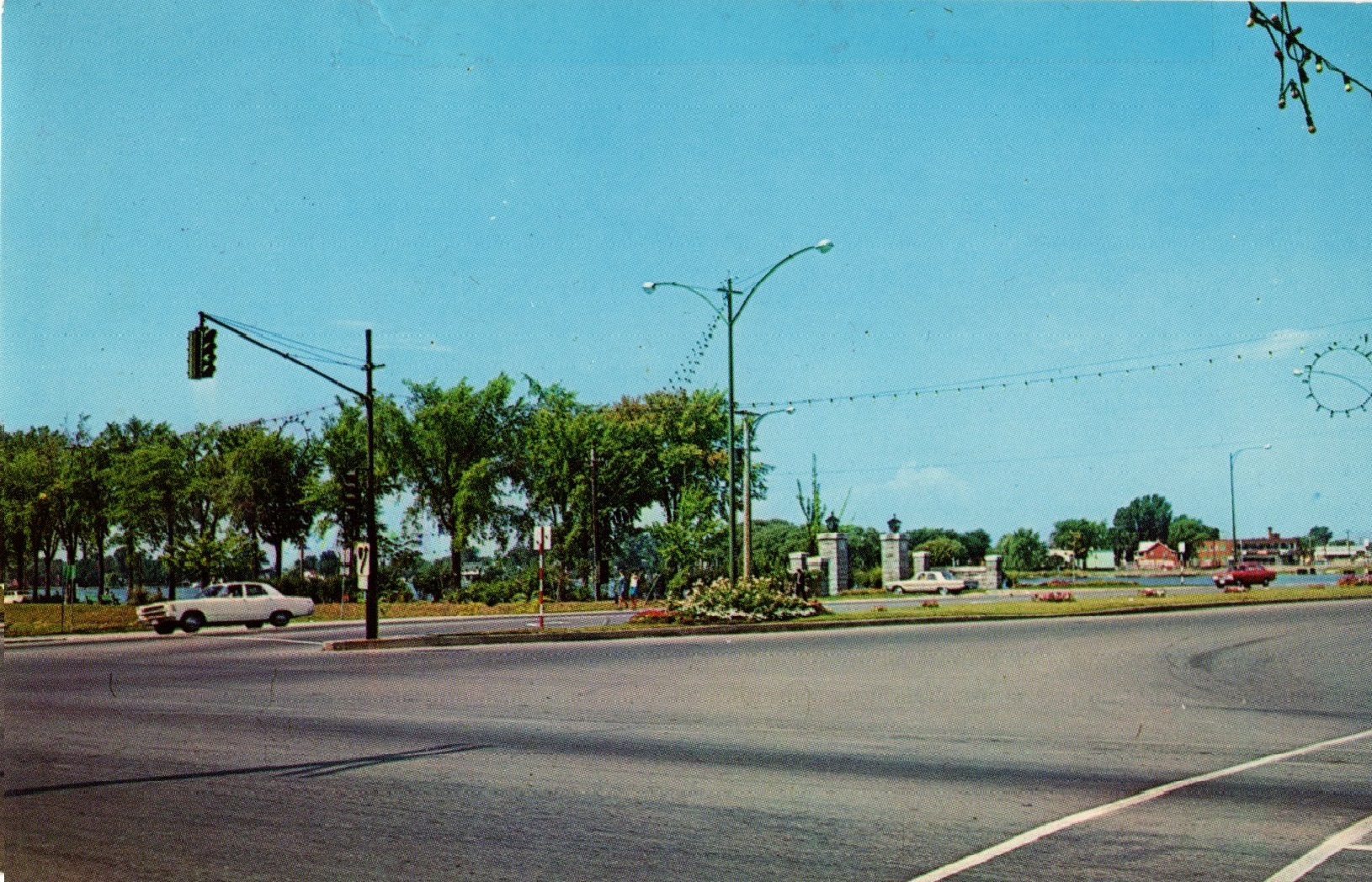
Intersection des rues Victoria et Jacques-Cartier dans les années 1970.

En 1885, la voie ferrée reliant Coteau à Cantic est finalement ouverte, mais le pont ferroviaire de Valleyfield n'étant pas encore construit, on instaura un système de traversier ferroviaire temporaire, ainsi qu'une gare sur l'île Clark.
La St. Lawrence and Adirondack Railway Company, devenue plus tard le New York Central, Penn Central, Conrail et maintenant CSX Transportation, commence ses activités en 1888. En 1890, le Canada Atlantic Railway inaugure le pont ferroviaire reliant Coteau à Salaberry-de-Valleyfield.
La ville devient siège épiscopal en 1892.
En novembre 1899, la gare ferroviaire de Salaberry-de-Valleyfield, au quartier Bellerive, du chemin de fer Canada Atlantic est enfin ouverte. En 1902, on y dénombre pas moins de 9 départs quotidiens, à destination de plusieurs villes dont Toronto, Montréal, Ottawa ainsi que la Nouvelle-Angleterre.
En 1909, la centrale hydroélectrique de Saint-Timothée est construite sur un canal originant du lac Saint-François. La municipalité de village de Sainte-Cécile et la municipalité de village de Nouveau-Salaberry sont instituées en 1913, par détachement du territoire de la municipalité de paroisse de Sainte-Cécile et par agrandissement du territoire municipal. Quelques années plus tard, en 1919, la municipalité du village de Saint-Timothée sera détachée de la municipalité de paroisse du même nom. Les deux guerres mondiales et la bonification du canal de Beauharnois stimulent davantage le développement industriel. La municipalité de Grande-Île est érigée en 1932. En 1939, la première édition des régates sont organisées. En 1948, la Montreal Cottons Company devient la Dominion Textile. En 1990, les municipalités de paroisse et de village de Saint-Timothée fusionnent.
En 1963, fut démolie la gare du Canada Atlantique, dans le secteur Bellerive. En 1994, cette municipalité obtient le statut de ville. En 2002, dans le cadre de la réorganisation des municipalités du Québec, les villes de Salaberry-de-Valleyfield, de Grande-Île et de Saint-Timothée fusionnent pour former la ville actuelle de Salaberry-de-Valleyfield.

## Géographie
Salaberry-de-Valleyfield est le centre du Suroît. Elle est la ville centrale de la municipalité régionale de comté (MRC) de Beauharnois-Salaberry au sud-ouest de la région administrative de la Montérégie. Elle se trouve à 25 km au sud-ouest de l’île de Montréal, à 20 km de la frontière avec l'Ontario et à 37 km de la frontière avec les États-Unis. Le centre de Salaberry-de-Valleyfield est à 60 km du centre-ville de Montréal et à 105 km à l'ouest de Saint-Jean-sur-Richelieu.
Son territoire s'étend principalement sur l'île de Salaberry et la Grande Île, entourées par le fleuve Saint-Laurent (Lac Saint-François), le canal de Beauharnois et séparées par la rivière Saint-Charles. La ville occupe presque entièrement l'île de Salaberry à l'exception d'une étroite bande au sud, qui fait partie de Saint-Louis-de-Gonzague et le secteur Melocheville, qui fait partie de Beauharnois. Le territoire est riverain des rapides des Cèdres à l'est, dans le secteur de Saint-Timothée jusqu'à Melocheville. Les municipalités limitrophes sont Beauharnois à l'est, Saint-Étienne-de-Beauharnois au sud-est, Saint-Louis-de-Gonzague au sud et Saint-Stanislas-de-Kostka au sud-ouest. Sur la rive opposée du Saint-Laurent se trouvent les municipalités de Coteau-du-Lac, Les Cèdres et Pointe-des-Cascades dans la MRC de Vaudreuil-Soulanges. La superficie totale de la municipalité est de 126,99 km2, dont 107,21 km2 sont terrestres.
Salaberry-de-Valleyfield est l'une des villes satellites de Montréal et l'un des anciens centres industriels développés à partir du XIXe siècle à une distance de quelque 50 km de la métropole et encore autonomes non intégrés à la région métropolitaine, à l'instar de Saint-Jean-sur-Richelieu, Saint-Hyacinthe, Sorel-Tracy, Joliette ou Lachute. Ces villes sont encore des agglomérations de recensement, comme l'est Salaberry-de-Valleyfield. Saint-Jérôme est historiquement une ville satellite de Montréal mais fait maintenant partie de la région métropolitaine de recensement de Montréal, ce qui traduit une plus grande intégration économique. Le territoire de l'agglomération de recensement de Salaberry-de-Valleyfield correspond à celui de la ville de Salaberry-de-Valleyfield depuis la fusion des anciennes municipalités de Saint-Timothée et de Grande-Île.

### Relief et hydrographie

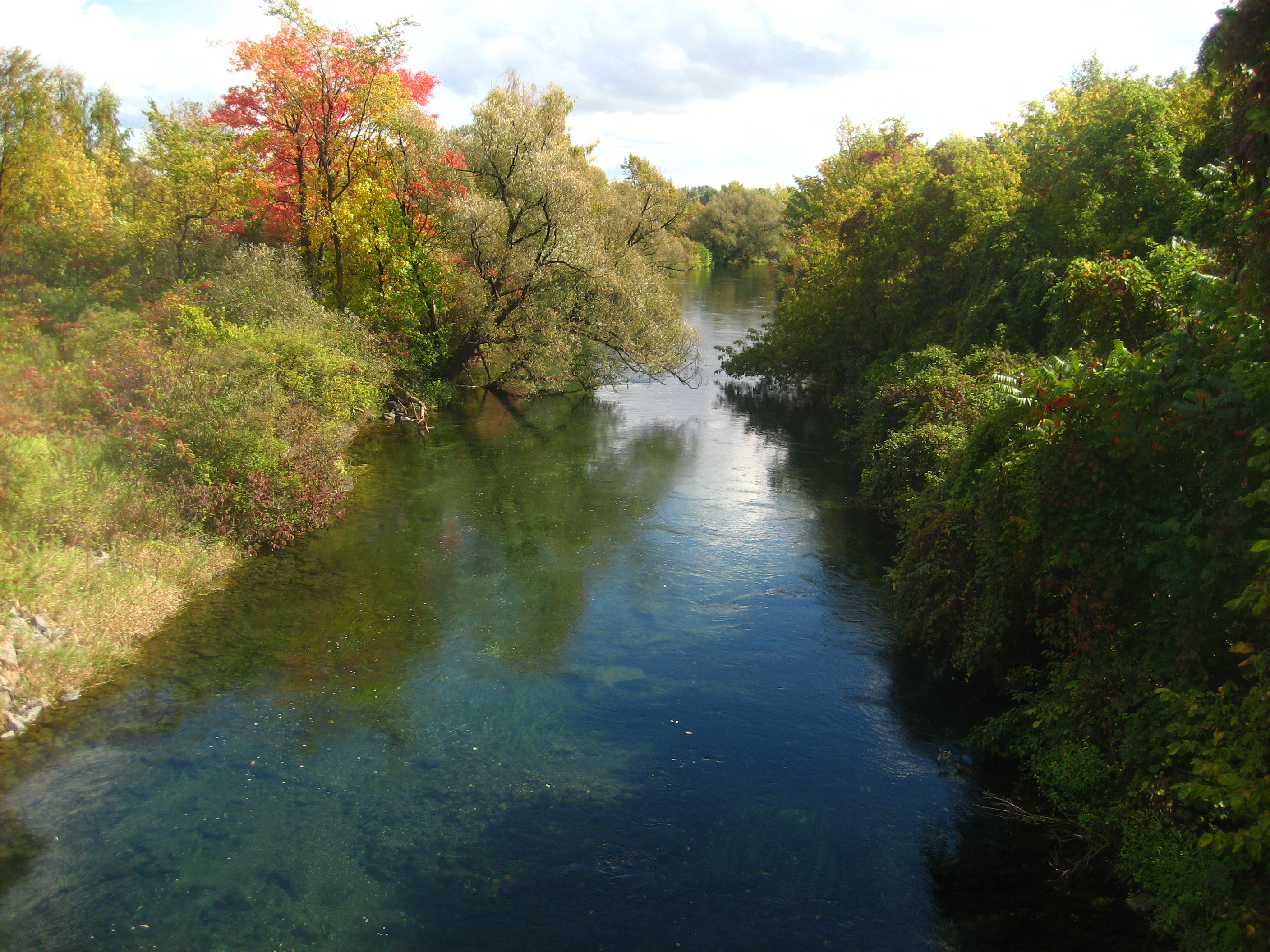
Rivière Saint-Charles.

Le territoire se trouve dans la plaine du Saint-Laurent et son relief est plat. La rive du fleuve Saint-Laurent en aval se trouve à une altitude de moins de 30 m. Le point le plus élevé se situe au sommet d'une butte près du boulevard Pie-XII à plus de 55 m. L'omniprésence des plans d'eau autour de Salaberry-de-Valleyfield, le fleuve Saint-Laurent, le lac Saint-François,la baie Saint-François, la rivière Saint-Charles, l'ancien canal de Beauharnois et le canal de Beauharnois lui valent le surnom de Venise du Québec. Les îles d'Aloigny, aux Chats (Clark), Sérigny, Longueuil et de la Grosse Pointe situées à l'ouest de la Grande Île font partie du territoire municipal. Plusieurs îles parsèment le fleuve Saint-Laurent en face de Saint-Timothée, notamment l'île des Sœurs, l'île des Frères, l'île Racicot, l'île Papineau ainsi que l'île aux Raisins. Dans la rivière Saint-Charles se trouvent les îles Brisebois, Pinsonneault et Beaudry.

### Flore et faune
Sur les îles de Saint-Timothée, l'habitat naturel compte plus de 100 espèces d'intérêt dont le grand héron bleu, l'oriole de Baltimore, le geai bleu et 15 espèces de bars.
Sur l'île d'Aloigny, on retrouve la réserve naturelle du micocoulier, une espèce d'arbre indigène rare dans le monde, mais omniprésent dans la municipalité.

## Démographie

### Population
En 2021, la population de Salaberry-de-Valleyfield s'élevait à 42 787 habitants. La population a connu une hausse de 2 042 personnes ( 5 %) entre 2016 et 2021. La densité brute de la population est de 338 habitants/km2 pour l'ensemble de la municipalité. En 2016, le parc résidentiel s'élevait à 19 356 logements privés, dont 18 623 étaient occupés par des résidents habituels. Le marché immobilier croît très rapidement, et par conséquent, la ville est en forte croissance.
| Hommes | Classe d’âge | Femmes |
| ------ | ------------ | ------ |
| 485    | 85 et plus   | 920    |
| 525    | 80-84        | 740    |
| 710    | 75-79        | 920    |
| 1 130  | 70-74        | 1 355  |
| 1 380  | 65-69        | 1 525  |
| 1 535  | 60-64        | 1 645  |
| 1 695  | 55-59        | 1 800  |
| 1 525  | 50-54        | 1 625  |
| 1 115  | 45-49        | 1 220  |
| 1 035  | 40-44        | 1 010  |
| 1 170  | 35-39        | 1 135  |
| 1 100  | 30-34        | 1 075  |
| 1 240  | 25-29        | 1 175  |
| 1 260  | 20-24        | 1 215  |
| 1 000  | 15-19        | 970    |
| 870    | 10-14        | 800    |
| 975    | 5-9          | 900    |
| 1 030  | 0-4          | 940    |

Salaberry-de-Valleyfield occupe un espace démographique et économique majeur au sein de la MRC de Beauharnois-Salaberry puisque ses 42 787 citoyens, les Campivallensiens, représentent les deux tiers de la population totale de la MRC. Le mot Valleyfield, traduit en français en passant par le latin, détermine à lui seul le gentilé, campi (champ) et vallensis (petite vallée) : les citoyens de Salaberry-de-Valleyfield sont officiellement depuis 1980 des Campivallensiens, comme les nomment déjà en 1913 l'historien Lionel Groulx et ses confrères ecclésiastiques. Les habitants de Saint-Timothée se dénomment les Timothois alors que ceux de Grande-Île s'appellent les Grandilois, anciennement les Grand-Îlains. Le poids démographique de la ville la classe par ailleurs au 17e rang parmi toutes les agglomérations de recensement du Québec. La population croit de plus en plus rapidement.
La population de Salaberry-de-Valleyfield est relativement âgée. Le groupe d'âge le plus important est celui des 55-64 ans, soit la population active mature ou préretraitée, suivie par les 45-54 ans et les 65-74 ans. Les enfants (0-14 ans) ne forment que 13,7 %, proportionnellement moins nombreux qu'ailleurs alors que les plus de 65 ans sont plus nombreux en proportion (23,8 %) que dans les entités voisines. L'âge moyen y est de 45,4 ans, soit plus que la Montérégie (41,7 ans), la région de Montréal (40,6 ans) ou le Québec (41,9 ans),.

### Ménages et familles
| Type de ménage             | Ménages   | Ménages   |
| Type de ménage             | Nombre    | %         |
| -------------------------- | --------- | --------- |
| Personne seule             | 6 865     | 37 %      |
| Groupe en cooccupation     | 620       | 3 %       |
| Couple sans enfants        | 5 270     | 28 %      |
| Famille avec enfants       | 5 740     | 31 %      |
| Plusieurs familles         | 130       | 1 %       |
| Total                      | 18 620    | 100 %     |
| Appartenance à un ménage   | Personnes | Personnes |
| Appartenance à un ménage   | Nombre    | %         |
| Personnes/ménage           | 2,1       | ...       |
| Personnes dans les ménages | 38 910    | 95,5 %    |
| Personnes hors ménage      | 1 835     | 4,5 %     |
| Population totale          | 40 745    | 100 %     |

En corollaire du vieillissement marqué de la population locale, plus du tiers (37 %) des ménages habitant Salaberry-de-Valleyfield est constituée d'une personne vivant seule. Un peu moins du tiers est constitué de familles avec enfants et un peu plus du quart (28 %) sont des couples sans enfants. Plus de 1 800 personnes ne vivent pas dans des ménages privés mais dans d'autres types d'unités, principalement dans des instituions. Cela représente une proportion de 4,5 %, cela étant lié au rôle régional de Salaberry-de-Valleyfield et à sa population âgée. Environ 63,2 % des familles avec enfants comptent deux parents alors que plus du tiers sont monoparentales. Les familles sont relativement petites comme plus de la moitié compte un seul enfant et le tiers deux enfants.
| Familles avec enfants | Nombre d'enfants | Nombre d'enfants | Nombre d'enfants | Total | %      |
| Familles avec enfants | 1                | 2                | 3+               | Total | %      |
| --------------------- | ---------------- | ---------------- | ---------------- | ----- | ------ |
| Biparentales          | 1 740            | 1 400            | 585              | 3 720 | 63,2 % |
| Monoparentales        | 1 430            | 565              | 175              | 2 170 | 36,8 % |
| Total                 | 3 170            | 1 965            | 760              | 5 895 | 100 %  |
| %                     | 53,9 %           | 33,3 %           | 12,9 %           | 100 % |        |

| 1991   | 1996   | 2001   | 2006   | 2011   | 2016   | 2021   |
| ------ | ------ | ------ | ------ | ------ | ------ | ------ |
| 40 061 | 39 563 | 39 028 | 39 672 | 40 077 | 40 745 | 42 787 |

### Langues et origines ethniques
Le français est la langue maternelle de 37 709 Campivallensiens (95,0 %). La population est bilingue (français-anglais) à 36,4 %.
La population de Salaberry-de-Valleyfield est largement d'origine québécoise, soit à environ 94,2 %. Les minorités comprennent environ 2 100 personnes d'origine irlandaise, 685 d'origine allemande et 675 d'origine italienne. Le nombre d'immigrants nés à l'étranger est relativement faible, soit 950 personnes ou 2,4 % de la population. De ceux-ci, environ 150 sont originaires de France.

## Politique

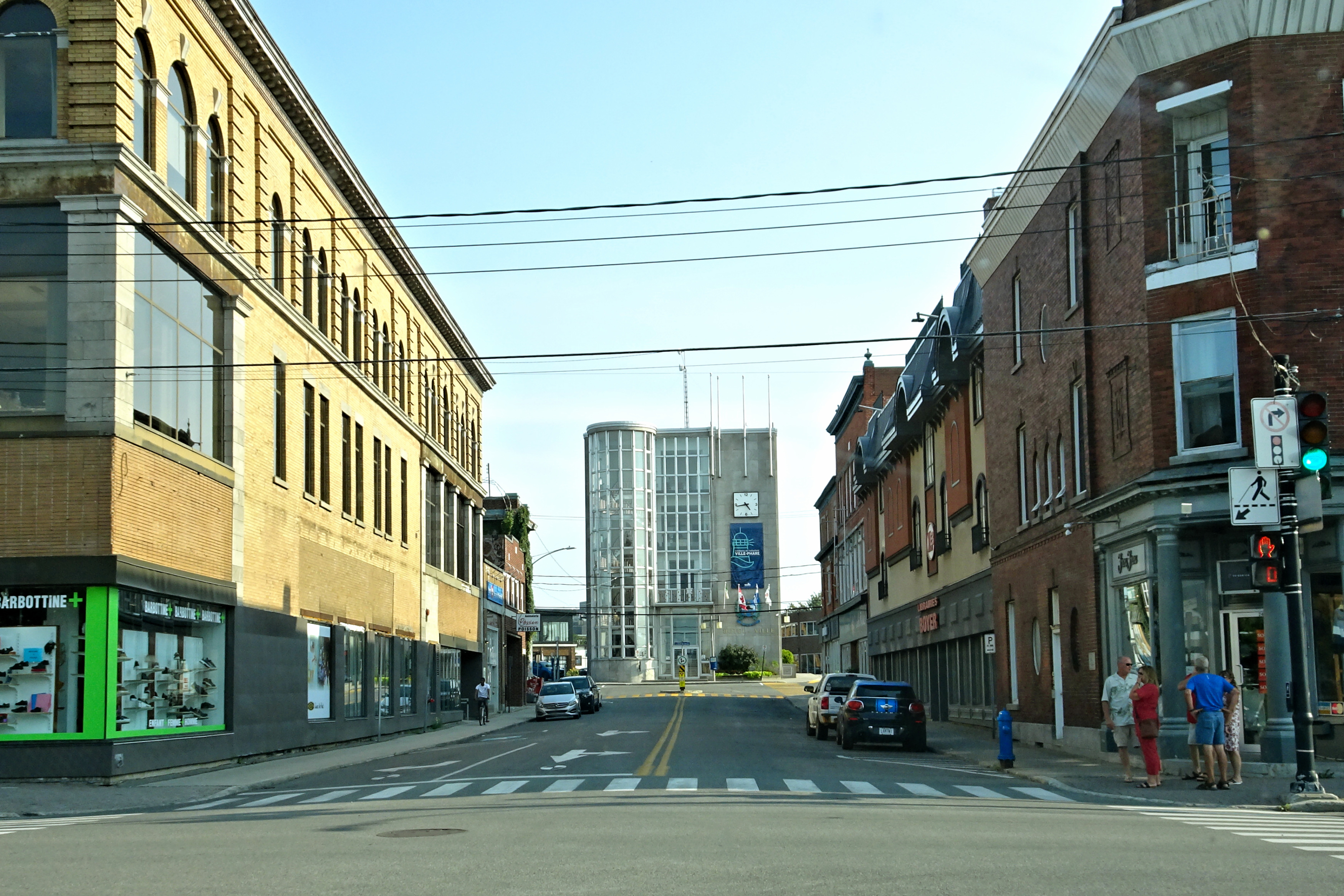
Rue Nicholson avec l'hôtel de ville à centre

### Symboles
| Ubi lux ibi labor |
| ----------------- |

| L'écu de Salaberry-de-Valleyfield se blasonne ainsi : D'azur à la fasce d'argent chargé d'un castor, accompagné au chef d'un soleil et en pointe d'une fleur de lys à dextre et d'un chardon à sénestre, le tout d'or. |

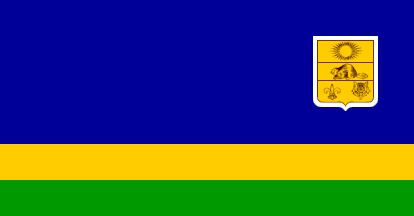
Drapeau (1974-1985).

Le premier drapeau de la ville date de 1974. L'écu de la ville y apparaît sur fond bleu, symbolisant le ciel. La bande jaune représente les champs et la verte l'eau. La couleur or de l'écu veut souligner le rayonnement de la ville dans son milieu.
Le deuxième drapeau de Salaberry-de-Valleyfield est de fond blanc arboré de trois vagues bleues surmontées d'une forme rouge représentant le soleil, et au bas le nom de la ville inscrit en bleu. Les vagues symbolisent la baie Saint-François et les activités aquatiques, le soleil illustre la position de la ville au sud-ouest du Québec. Le logo apparaissant sur le drapeau est conçu par Bernard Morin et adopté le 11 juillet 1985. Il a été modernisé en 2018.

### Conseil municipal
Le conseil municipal comprend le maire et huit conseillers. Les élections municipales ont lieu tous les quatre ans en bloc, chaque conseiller représentant la population d'un district. Le maire est Miguel Lemieux, élu aux élections municipales québécoises de 2017 et réélu en 2021 par acclamation, succédant à Denis Lapointe en poste depuis 1995.
| Districts          | Quartiers ou localités | Électeurs (2017) |
| ------------------ | --- | ---------------- |
| 1 - Grande-Île     | Secteurs : Havre-de-l'Île, Des Dahlias Paroisses desservantes : Immaculée-Conception                                                                 | 4 065            |
| 2 - Nitro          | Secteurs : Pointe-Meloche, Landry, Nitro, Notre-Dame-du-Sourire, Sainte-Jeanne-d'Arc, Les Berges sur le Golf Paroisses desservantes : Saint-Timothée | 3 568            |
| 3 - Georges-Leduc  | Secteurs : Nouveau-Salaberry Paroisses desservantes : Immaculée-Conception                                                                           | 3 753            |
| 4 - Champlain      | Secteurs : Sacré-Cœur-de-Jésus, Saint-Eugène Paroisses desservantes : Sainte-Cécile                                                                  | 4 262            |
| 5 - La Baie        | Secteurs : Saint-Augustin, Pointe-du-Canal Paroisses desservantes : Sainte-Cécile                                                                    | 4 669            |
| 6 - Robert-Cauchon | Secteurs : Centre-ville, Le Bassin Paroisses desservantes : Sainte-Cécile                                                                            | 4 613            |
| 7 - Jules-Léger    | Secteurs : Domaine-des-Érables, Place Carrière Paroisses desservantes : Sainte-Cécile                                                                | 4 587            |
| 8 - Saint-Timothée | Secteurs : Apollo, Cécile, Des Harfangs Paroisses desservantes : Saint-Timothée                                                                      | 3 943            |

| Fonction/District     | 2005-2009           | 2009-2013                                 | 2013-2017                           | 2017-2021                     | 2021-2025                                  |
| --------------------- | ------------------- | ----------------------------------------- | ----------------------------------- | ----------------------------- | ------------------------------------------ |
| Taux de participation | 41,0 %              | 33,6 %                                    | 46,0 %                              | 42,8 %                        | 29,3%                                      |
| Maire                 | Denis Lapointe      | Denis Lapointe (66,7 %)                   | Denis Lapointe (63,49 %)            | Miguel Lemieux (52,8 %)       | Miguel Lemieux (Élu sans opposition)       |
| 1 - Grande-Île        | Denis Laître        | Denis Laître (34,4 %)                     | Denis Laître (54,61 %)              | Lyne Lefebvre (46,3 %)        | Lyne Lefebvre (Élue sans opposition)       |
| 2 - Nitro             | Jean-Marc Rochon    | Jean-Marc Rochon (Élu sans opposition)    | Jean-Marc Rochon (53,34 %)          | Jason Grenier (76,9 %)        | Stéphane Leduc (38,4 %)                    |
| 3 - Georges-Leduc     | Claude Reid         | Louise Sauvé (75,7 %)                     | Louise Sauvé (Élue sans opposition) | Jean-Marc Rochon (66,6 %)     | Jean-Marc Rochon (82.37 %)                 |
| 4 - Champlain         | Robert Savard       | Robert Savard (Élu sans opposition)       | Jean-Luc Pomerleau (54,68 %)        | France Chenail (41,9 %)       | France Chenail (71,3 %)                    |
| 5 - La Baie           | Roger Levert        | Jean-Jacques Leduc (Élu sans opposition)  | François Labossière (47,14 %)       | Guillaume Massicotte (48,8 %) | Sophie Sirois-Perras (63,8 %)              |
| 6 - Robert-Cauchon    | Jacques Smith       | Jacques Smith (67,4 %)                    | Jacques Smith (58,45 %)             | Jacques Smith (66,7 %)        | Jean-François Giroux (Élu sans opposition) |
| 7 - Jules-Léger       | Pierre-Paul Messier | Pierre-Paul Messier (Élu sans opposition) | Patrick Rancourt (52,25 %)          | Patrick Rancourt (65,6 %)     | Patrick Rancourt (Élu sans opposition)     |
| 8 - Saint-Timothée    | Normand Amesse      | Normand Amesse (Élu sans opposition)      | Normand Amesse (70,92 %)            | Normand Amesse (74,6 %)       | Normand Amesse (81,0 %)                    |

| Salaberry-de-ValleyfieldMaires depuis 1875,                                                                           |                              |                                                                |          |
| Élection | Maire                        | Qualité                                                        | Résultat |
| 1875 | Moise Plante                 | Premier maire de Salaberry-de-Valleyfield                      |          |
| 1878 | Alexander Anderson           |                                                                |          |
| 1880 | Moise Plante                 | Maire de 1875 à 1878                                           |          |
| 1885 | Zéphirin Boyer               |                                                                |          |
| 1886 | Moise Plante                 | Maire de 1875 à 1878 et de 1880 à 1885                         |          |
| 1890 | Zéphirin Boyer               | Maire de 1885 à 1886                                           |          |
| 1892 | John Hugh Sullivan           |                                                                |          |
| 1895 | George di Medeiros Loy       |                                                                |          |
| 1899 | Narcisse Langevin            |                                                                |          |
| 1901 | Onésime Longtin              |                                                                |          |
| 1903 1904 | Georges-Henri Thibault       | Réélu en 1904                                                  |          |
| 1906 | James Alexander Robb         | Député libéral fédéral                                         |          |
| 1910 | Charles Ovide Éphrem Ostiguy |                                                                |          |
| 1912 | Noel Adélard Ostiguy         |                                                                |          |
| 1916 | Stanislas Abraham Laroche    |                                                                |          |
| 1922 | Daniel Eusèbe Dion           |                                                                |          |
| 1924 | Donat Lebeuf                 |                                                                |          |
| 1930 | Ludger Codebecq              |                                                                |          |
| 1932 | Olivier Philorum Billette    |                                                                |          |
| 1938 | Joseph-Armand Larin          | Entrepreneur de pompes funèbres                                |          |
| 1942 | Louis-VI Major               |                                                                |          |
| 1944 | Robert Cauchon               | Député                                                         |          |
| 1948 | Olivier-Edmond Caza          |                                                                |          |
| 1954 | Mathias-Louis Quevillon      |                                                                |          |
| 1960 1969 | Robert Cauchon               | Maire de 1944 à 1948, réélu en 1969                            |          |
| 1969 | Raphael Barrette             |                                                                |          |
| 1975 1981 | Marcelle Besner-Trépanier    | Première femme élue à Salaberry-de-Valleyfield, réélue en 1981 |          |
| 1983 | Martinus Mooijekind          |                                                                |          |
| 1987 | Gaétan Rousse                |                                                                |          |
| 1995 1999 2002 | Denis Lapointe               |                                                                |          |
| 2005 2009 2013 | Denis Lapointe               | Voir                                                           |          |
| 2017 | Miguel Lemieux               |                                                                | Voir     |
| 2021 | Miguel Lemieux               | Voir                                                           |          |
| Élection partielle en italique Depuis 2005, les élections sont simultanées dans toutes les municipalités québécoises. |                              |                                                                |          |

### Administration locale
Les finances municipales se caractérisent par une valeur foncière industrielle et commerciale relativement importante, de même que la richesse foncière non imposable du secteur institutionnel, liées au caractère de pôle régional de Salaberry-de-Valleyfield. La richesse foncière agricole est notable pour une ville de cette importance. Bien que la part consacrée par le secteur résidentiel en est plus faible et qu'une dépense de fonctionnement moyenne par logement demeure limitée, le taux global de taxation est plus élevé en raison de la plus faible valeur immobilière du stock résidentiel. L'endettement à long terme est relativement élevé.
| Indicateur | Municipalité | Classea   | MRC       |
| --- | ------------ | --------- | --------- |
| Richesse foncière uniformisée (RFU) | 4 175,2 M$   | …         | …         |
| RFU non imposable (institutionnel) | 175,6 M$     | …         | …         |
| Part RFU imposable, résidentiel | 73,4 %       | 79,9 %    | 71,8 %    |
| Part RFU imposable, industriel et commercial                                                                                              | 20,4 %       | 16,7 %    | 15,5 %    |
| Part RFU imposable, agricole | 2,9 %        | 1,5 %     | 9,5 %     |
| RFU par habitant | 100 419 $    | .         | .         |
| Part des taxes foncières dans l'ensemble des revenus (2017)b                                                                              | 51,6 %       | 62,7 %    | 50,9 %    |
| Taux global de taxation uniformisé (2017)                                                                                                 | 1,330 7 $    | 1,047 2 $ | 1,186 0 $ |
| Charge fiscale moyenne par logement (2017)                                                                                                | 1 952 $b     | 2 127 $   | 1 871 $   |
| Endettement total net à long terme par 100 $ de RFU (2017)                                                                                | 4,17 $       | 2,18 $    | 3,81 $    |
| Notes : (a) Ensemble des municipalités québécoises dont la population est entre 25 000 et 99 999 habitants. (b) Fonctionnement seulement. |              |           |           |

### Représentation régionale et nationale
Sur le plan supra-local et régional, la municipalité fait partie la municipalité régionale de comté (MRC) de Beauharnois-Salaberry. Salaberry-de-Valleyfield est limitrophe de la Communauté métropolitaine de Montréal, mais n'en fait pas partie contrairement à la ville voisine de Beauharnois. Son territoire fait partie de la circonscription électorale québécoise de Beauharnois et de la circonscription électorale fédérale de Salaberry—Suroît. Avant les élections fédérales canadiennes de 2015, le territoire de Salaberry-de-Valleyfield était compris dans la circonscription de Beauharnois-Salaberry.

### Jumelages
| Ville | Ville           | Pays | Pays   |
| ----- | --------------- | ---- | ------ |
|       | Combs-la-Ville  |      | France |
|       | North Vancouver |      | Canada |
|       | Penglai         |      | Chine  |
|       | Safi            |      | Maroc  |

## Urbanisme

### Occupation du territoire et cadre bâti

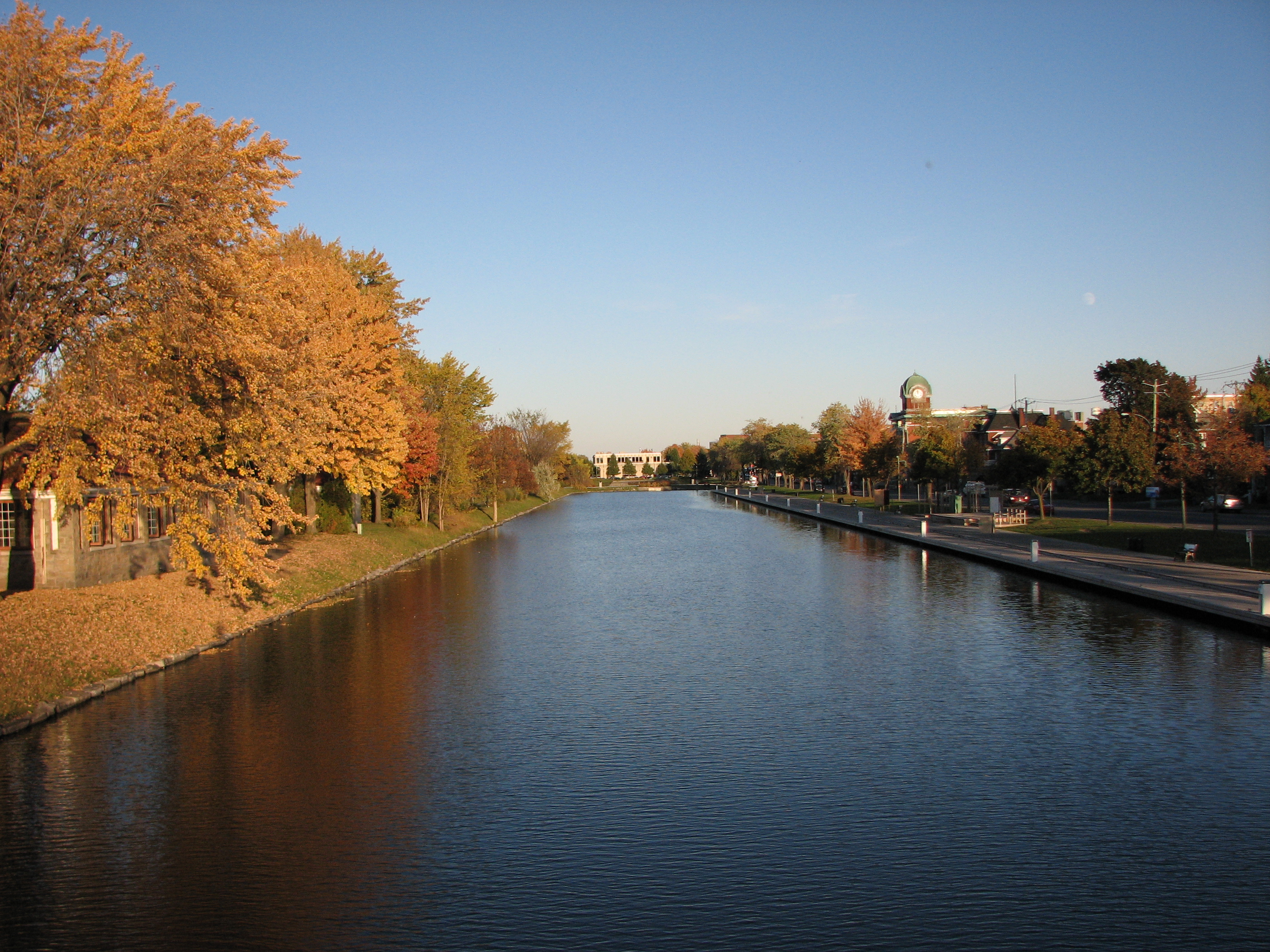
Vieux canal.

Le territoire se compose de plusieurs pôles d'activités, dont le centre-ville, le pôle commercial du boulevard Monseigneur-Langlois, le port de Valleyfield, le parc industriel et portuaire Perron et l'ÉcoParc industriel. Une partie importante du territoire est cultivée, la zone agricole profitant de la topographie plane et d’un climat parmi les plus favorables au Québec. Outre le centre de Salaberry-de-Valleyfield, Nouveau-Salaberry, Saint-Timothée, situé à l'est devant les rapides des Cèdres, et Grande Île, au nord de l'île de Salaberry, forment des localités auparavant autonomes.
La population de Salaberry-de-Valleyfield demeure concentrée sur une partie du territoire car 39 048 personnes (95,8 % de la population totale) habitent le centre de population couvrant une superficie de 32,80 km2 (30,6 % du territoire). La densité du centre est de 1 197,9 hab. par km2. Les deux tiers du territoire, soit 74,33 km2, sont donc utilisés à des fins industrielles ou agricoles.
Salaberry-de-Valleyfield compte 19 356 logements, dont 4 % ne sont pas occupés. Le cadre bâti de la fonction résidentielle se caractérise par une parité entre la faible densité (47 %̥ des logements sont des maisons individuelles non attenantes) et de moyenne densité (un tiers de logements sont des appartements dans des immeubles de moins de cinq étages. Près du tiers des logements habités sont construits avant 1960 et un autre tiers entre 1961 et 1980. Une proportion de 6,4 % du stock de logements requiert des rénovations importantes. La mobilité résidentielle est relativement importante puisque 38,1 % de la population habite un logement différent que cinq ans auparavant. Néanmoins, 26,1 % sont demeurés à Salaberry-de-Valleyfield alors que 12,0 % proviennent de l'extérieur de la ville (2016).
Les espaces verts de la ville comprennent entre autres le parc Salaberry, le parc Delpha-Sauvé en bordure de l'ancien canal de Beauharnois, le parc des Bâtisseurs sur le bord du canal de Beauharnois à son extrémité ouest, le parc régional des Îles-de-Saint-Timothée, le parc de la Pointe-Bayard.
La basilique-cathédrale Sainte-Cécile de Salaberry-de-Valleyfield, joyau architectural, est située au cœur du centre-ville. Avec une vue sur l'ancien canal, la ville offre désormais un attrait touristique prisée des vacanciers, soit la visite de nombreux voiliers, venant mouiller l'ancre dans la baie, devant les centaines de badauds. Le palais de justice de Salaberry-de-Valleyfield, construit en 1901, est agrandi en 2013, passant de 6 000 m2 à 12 000 m2.

### Quartiers
Salaberry-de-Valleyfield compte plusieurs quartiers et localités. Havre-de-l'île est un secteur champêtre situé au nord de la Grande Île sur la rive du fleuve en face de Coteau-du-Lac. Pointe-Meloche est un hameau situé au bord du Saint-Laurent au nord-est de la Grande Île et au nord de Nitro. Nouveau-Salaberry est un quartier entre la baie Saint-François et le boulevard Mgr-Langlois au nord du centre-ville. à vocation résidentielle et commerciale. Bellerive est un quartier à immeubles à vocation mixte résidentielle et commerciale, articulé autour de la rue Alexandre au nord de la rivière Saint-Charles.

### Transport

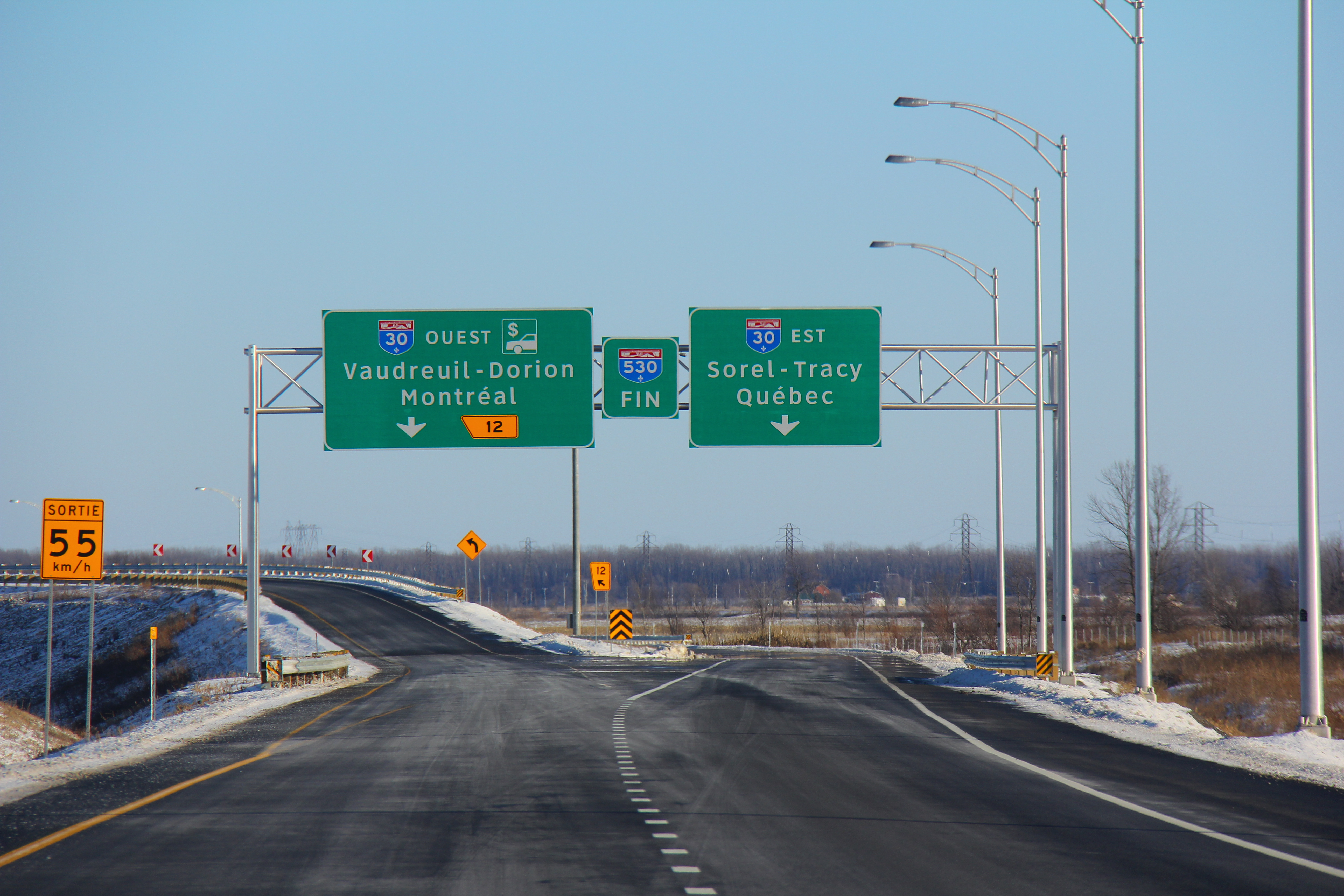
Échangeur des autoroutes 30 et 530.

Les infrastructures de transport permettent d'accéder facilement à Montréal, aux autres régions du Québec, à l'Ontario et au nord des États-Unis. L'agglomération de Salaberry-de-Valleyfield est desservie par l'autoroute de l'Acier (A-30) et l'autoroute du Souvenir (A-20). Ces axes autoroutiers principaux donnent un accès rapide à l’île de Montréal, soit à l'Ouest de l'Île via Vaudreuil-Dorion ou au sud-ouest par le pont Honoré-Mercier. L'A-30 franchit le fleuve Saint-Laurent par le pont Serge-Marcil vers Les Cèdres au nord-ouest et relie Salaberry-de-Valleyfield à la Rive-Sud de Montréal à l'est. L'autoroute 20 permet d'atteindre Cornwall et Toronto à l'ouest. L'autoroute 530 joue le rôle de desserte du centre de Salaberry-de-Valleyfield et relie les aires industrielles à l'autoroute 30. La route 201, route nationale qui correspond dans sa partie nord au boulevard Monseigneur-Langlois, donne accès au pont Monseigneur-Langlois. Ce pont traverse le Fleuve Saint-Laurent et le Canal de Soulanges pour rejoindre la route 338 ainsi que l'autoroute 20 à Coteau-du-Lac dans la presqu'île de Vaudreuil-Soulanges. Au sud, après le franchissement du Canal de Beauharnois par le pont Larocque, elle se dirige vers Ormstown et se termine à Franklin à l'intersection avec la route 202. La route 132, de classe nationale, longe le fleuve Saint-Laurent sur le boulevard Hébert, en direction de Beauharnois et de Châteauguay à l'est, et à l'ouest vers le Pont Larocque pour ensuite atteindre les localités de l'ouest du Haut-Saint-Laurent jusqu'à la frontière avec les États-Unis, à Dundee.
Des artères semi-urbaines longent le fleuve Saint-Laurent, soit le boulevard du Bord-de-l'Eau dans le secteur de Grande-Île et le boulevard Hébert dans le secteur de Saint-Timothée. Au centre-ville, les artères est-ouest sont le boulevard du Havre, la rue Dufferin, la rue Victoria, la rue Champlain et la rue Salaberry. Dans les aires rurales, les axes est-ouest sont le rang Sainte-Marie et le boulevard Gérard-Cadieux, celui-ci desservant également le parc industriel et portuaire Perron. Dans l'axe nord-sud, les principales artères sont au centre urbain la rue de Grande-Île, la rue Alexandre, la rue Maden, la rue Buntin, le chemin Larocque, la rue Jacques-Cartier, la rue de l'Académie, la rue des Érables et son prolongement, le boulevard des Érables. Le chemin du Golf dessert l'est de Grande-Île et le secteur Nitro alors que le boulevard Pie-XII relie la route 132 dans le secteur de Saint-Timothée aux routes 236 à Saint-Louis-de-Gonzague, et 138 à Très-Saint-Sacrement en traversant le canal de Beauharnois par le pont de Saint-Louis-de-Gonzague. L'autoroute 530 donne accès à la ville par des intersections avec le boulevard Gérard-Cadieux et le boulevard des Érables, de même que par les échangeurs 5 à la hauteur du boulevard Monseigneur-Langlois et 9 donnant sur le boulevard Pie-XII.
Dans certains cas, les aménagements urbains prennent en compte les besoins spécifiques des personnes malvoyantes ou aveugles.

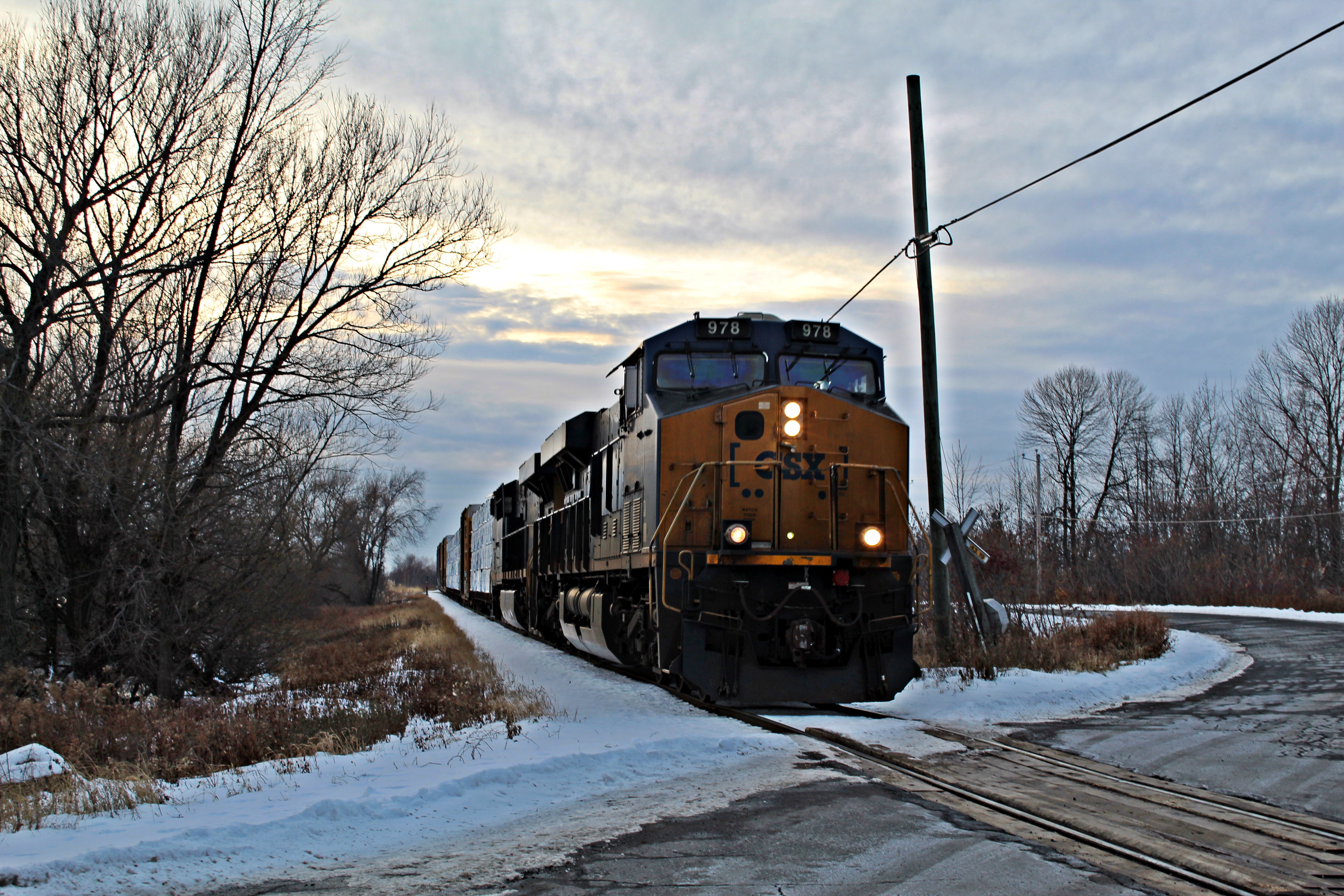
Un train de marchandises de l'entreprise CSX à Salaberry-de-Valleyfield.

Le transport en commun prend différentes formes. La Société de transport de Salaberry-de-Valleyfield (STSV) offre un service d'autobus entre Salaberry-de-Valleyfield et la gare Vaudreuil, du lundi au vendredi ainsi que tous les jours entre Salaberry-de-Valleyfield et Beauharnois, où une correspondance est possible avec le réseau d'Exo. Exo Sud-Ouest dessert également la ville de manière complémentaire : une ligne d'autobus à destination de la station de métro Angrignon est offerte environ à chaque heure en semaine, et à environ chaque heure et demie la fin de semaine. La ville compte par ailleurs un terminus d'autobus situé au centre-ville, au 51 de la rue Hébert.
Un service de taxibus comptant 500 arrêts sur le territoire est offert tous les jours par la STSV entre 5 h 20 et 0 h 15. Il est disponible sur tout le territoire de la ville, ainsi qu'à Les Coteaux, Coteau-du-Lac et Saint-Zotique depuis la mi-décembre 2018. À cela s'ajoute le service de transport adapté, offert en semaine entre 8 h 30 et 16 h 30.
La municipalité est également située à proximité de la Gare de Coteau de VIA Rail située aux Coteaux, sur la ligne Québec-Montréal-Ottawa. Elle est accessible par le transport en commun, via le service de taxibus de la Société de transport de Salaberry-de-Valleyfield. Elle est située à 15 minutes de voiture du centre-ville de Salaberry-de-Valleyfield.
Le réseau cyclable est formé de la Route verte, du réseau cyclable municipal et du parc régional de Beauharnois-Salaberry qui traverse également la municipalité; les cyclistes ont ainsi accès à près de 140 km de pistes cyclables asphaltées avec deux liaisons fluviales inter-rives, entre le parc Delpha-Sauvé et Les Coteaux ainsi qu'entre Saint-Timothée et Les Cèdres.
L'automobile demeure tout de même le moyen de transport le plus utilisé pour les déplacements vers le travail, soit pour 91,9 % des citoyens. Une mince proportion de ces déplacements se fait toutefois comme passager. La marche est utilisée pour 5,2 % des déplacements pour ce motif. Le transport collectif et le vélo demeurent très marginaux. Le temps de déplacement est en moyenne de 20,1 minutes, ce qui signifie que la majorité des Campivallensiens travaillent dans la région.
La municipalité est desservie par deux transporteurs ferroviaires importants, soit le Canadien National et CSX Transportation. CSX exploitait également un vaste terminal intermodal, inauguré en 2015 et fermé à l'automne 2019, ce dernier servant maintenant de cour destinée à l'entreposage de wagons.
Une connexion ferroviaire avec le CFCP est également possible à Saint-Polycarpe, à quelques kilomètres au nord de Salaberry-de-Valleyfield.

### Infrastructures et équipements

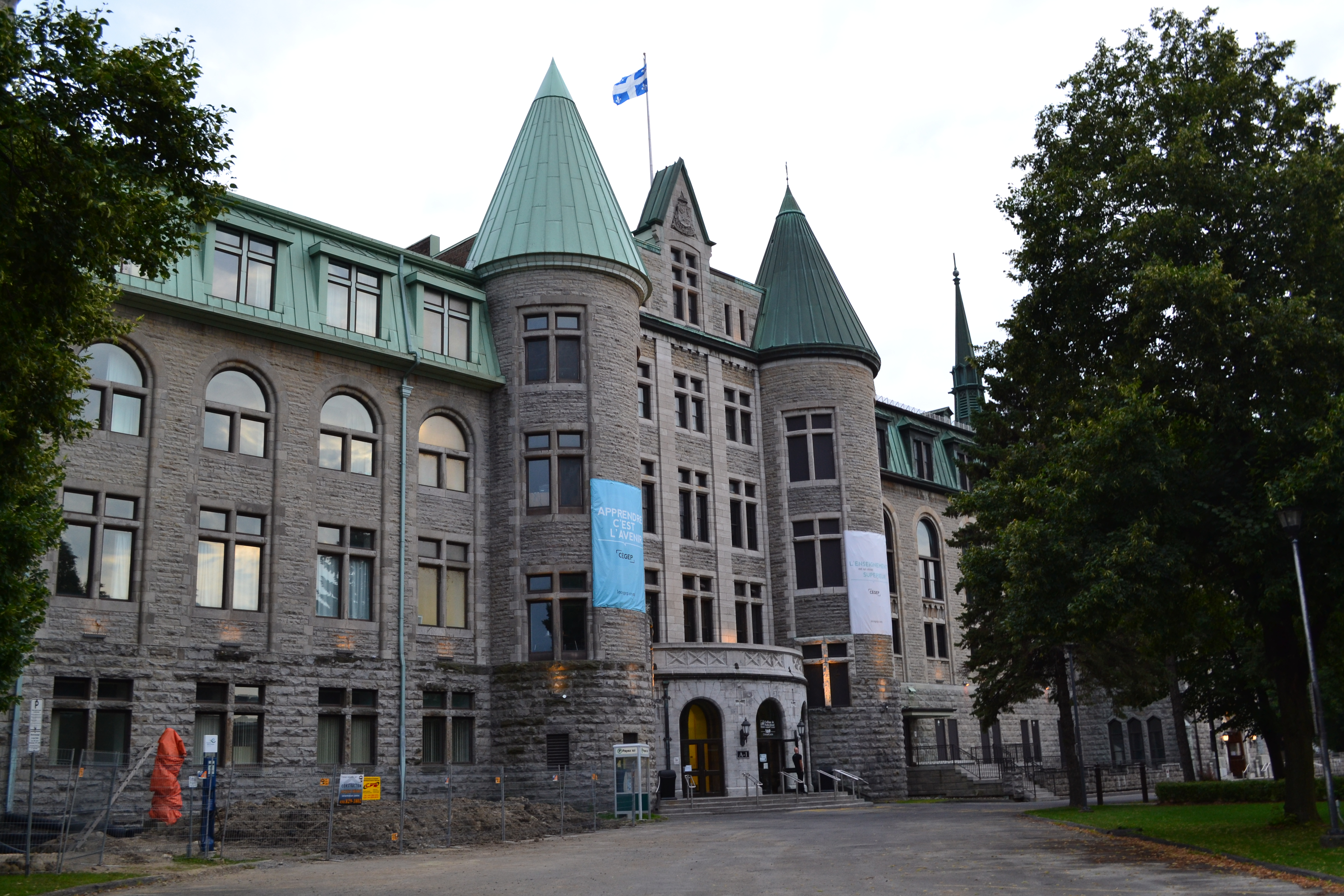
Collège de Valleyfield.

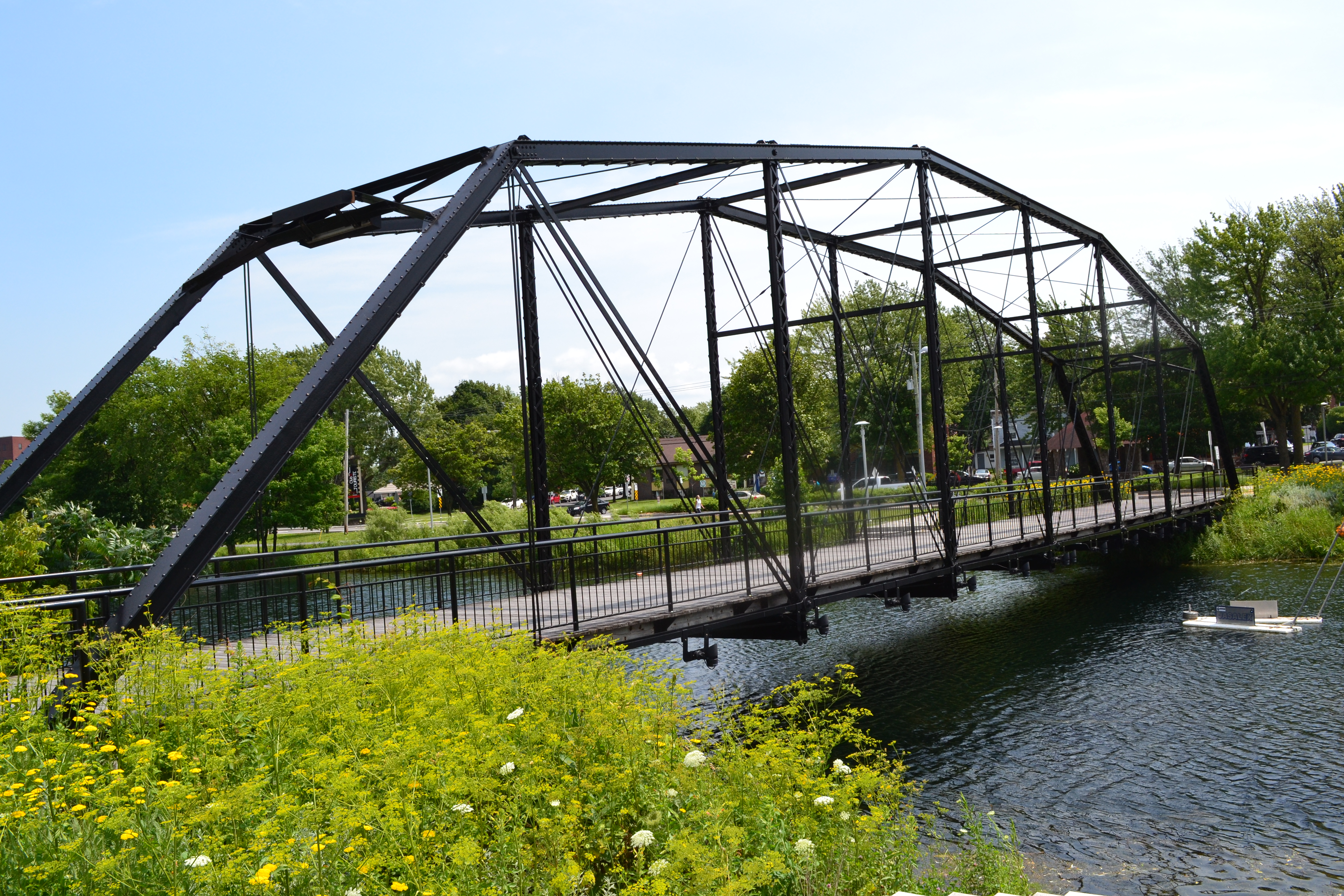
Pont Jean-De La Lande au-dessus du Vieux Canal.

Le parc régional des Îles-de-Saint-Timothée comporte une importante plage, une réserve naturelle ainsi que des sentiers pédestres et permet la location d’embarcations nautiques et d'équipements sportifs. Le complexe aquatique extérieur situé au cœur du centre-ville, au parc Delpha-Sauvé se démarque également par son concept unique. Les citoyens peuvent également utiliser la piscine intérieure de la Cité des Arts et des Sports (la municipalité en compte une soixantaine avec des jeux).
L'ancien canal de Beauharnois et la marina de Valleyfield, la seconde en importance au Québec, sont cotés quatre ancres d'or et accueillant près de 500 bateaux au cœur du centre-ville, permettent la pratique de sports nautiques et de la plongée sous-marine. Les nombreuses terrasses du centre-ville attirent les plaisanciers, les touristes et les citoyens qui veulent passer de bons moments durant la saison estivale.
La municipalité compte également le Club de golf Valleyfield, hôte de championnats provinciaux.
En hiver, autant de possibilités s'offrent aux sportifs; la municipalité possède un club de curling, 13 patinoires extérieures et trois arénas.
En tout, les installations, les cours et les organisations permettent la pratique de plus de 65 sports et contribuent au succès de plus de 50 événements annuels, dont les Régates de Valleyfield, le plus grand événement motonautique en Amérique du Nord, et l'un des plus importants au monde. La ville de Salaberry-de-Valleyfield accueille également chaque année plus de 5 000 personnes, dont un millier d'athlètes, au triathlon de Valleyfield.

## Économie

### Structure économique

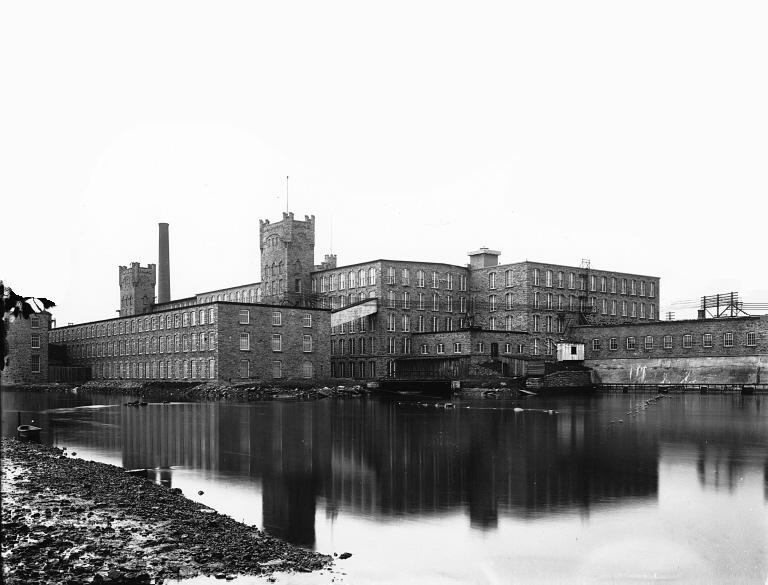
Montreal Cotton Mills, Valleyfield, 1900.

Salaberry-de-Valleyfield est un pôle institutionnel, industriel et commercial régional. L'activité économique est marquée par la présence de grandes industries qui emploient un nombre important de travailleurs locaux ou régionaux. La ville compte plus de 100 entreprises manufacturières totalisant près de 3 200 emplois. On retrouve parmi ses plus grandes entreprises industrielles : CEZinc, Diageo, Pélican General Dynamics, etc.
Son activité économique repose non seulement sur l'industrie manufacturière, mais également sur les organisations du secteur institutionnel, lequel fournit 22 % de l'emploi total de Salaberry-de-Valleyfield. Les commerces de biens et services sont nombreux et diversifiés (755 au total), ce qui permet de répondre à tous les besoins des citoyens et des entrepreneurs campivallensiens.
Il s'agit d'un accès accru aux différents marchés nationaux et internationaux en plus de renforcer le pôle industriel et multimodal que représente déjà Salaberry-de-Valleyfield. Le transporteur ferroviaire CSX a construit en 2013, dans le cadre d’un partenariat public privé avec le ministère des Transports du Québec et la ville de Salaberry-de-Valleyfield, un centre intermodal de marchandises dans le parc industriel Perron à Salaberry-de-Valleyfield. La compagnie a développé un long historique de partenariat avec la collectivité locale depuis l’ouverture de la St. Lawrence and Adirondack Railway Company en 1888,. Près de la ville se trouve aussi l'aéroport de Salaberry-de-Valleyfield, situé précisément à Saint-Stanislas-de-Kostka.
Les Régates de Valleyfield attirent entre 100 000 et 200 000 visiteurs chaque été. Il s'agit d'une des plus importantes régates de l'Amérique du Nord.
L'agriculture demeure une activité importante à Saint-Timothée. En 2019, la compagnie The Green Organic Dutchman ouvrira son usine de production de cannabis biologique, qui sera la plus importante au monde dans ce domaine.

### Socioéconomie
| Diplôme                  | Personnes de 15 ans et plus | Personnes de 15 ans et plus |
| Diplôme                  | Nombre                      | %                           |
| ------------------------ | --------------------------- | --------------------------- |
| Sans diplôme secondaire  | 9 570                       | 28,6 %                      |
| Secondaire               | 7 885                       | 23,6 %                      |
| École de métiers         | 7 135                       | 21,3 %                      |
| Cégep                    | 5 190                       | 15,5 %                      |
| Certificat universitaire | 810                         | 2,4 %                       |
| Baccalauréat             | 2 010                       | 6,0 %                       |
| 2e ou 3e cycle           | 830                         | 2,5 %                       |
| Total                    | 33 430                      | 100 %                       |

La population de Salaberry-de-Valleyfield se compose principalement d'ouvriers et de gens de métiers travaillant dans les industries de fabrication, de la construction et de la distribution, ou de gens dans les commerces et services. Le profil de scolarisation de la main-d'œuvre habitant Salaberry-de-Valleyfield se caractérise par un quart de la population qui n'a pas son diplôme d'études secondaires (en corollaire d'une population vieillissante) et un autre quart avec un diplôme d'études secondaires. Une proportion de 36,8 % de la population en âge de travailler détient un diplôme d'une école de métiers ou du cégep. Environ 11,9 % de la population a par ailleurs fait des études universitaires.
La plus grande partie des travailleurs de Salaberry-de-Valleyfield ont un emploi local. Une proportion de 57,7 % travaille à Salaberry-de-Valleyfield, alors que 12,0 % travaillent dans une autre municipalité de la MRC de Beauharnois-Salaberry ou dans lieu fixe, par exemple sur des chantiers de construction ou en représentation. Moins de 30 % travaillent dans une autre MRC, soit près comme dans Vaudreuil-Soulanges ou dans la région métropolitaine de Montréal.
Les groupes de secteurs d'activité économique qui emploient le plus de Campivallensiens sont le commerce de détail, services aux personnes, restauration et hôtellerie avec 4 965 travailleurs, la santé avec 2 995 travailleurs, le commerce de gros, transport, entreposage et gestion des déchets avec 2 780 travailleurs, la fabrication avec 2 735 travailleurs. La construction, avec 1 275 travailleurs, la finance, gestion et services professionnels avec 1 255 travailleurs et l'enseignement avec 1 125 travailleurs sont également des activités qui procurent de l'emploi à un grand nombre de travailleurs habitant Salaberry-de-Valleyfield. L'agriculture, les pêches et la foresterie avec 260 travailleurs, les mines et énergie également avec 260 travailleurs et l'administration publique avec 740 travailleurs demeurent des secteurs d'activité moins importants pour la main-d'œuvre locale.

## Culture

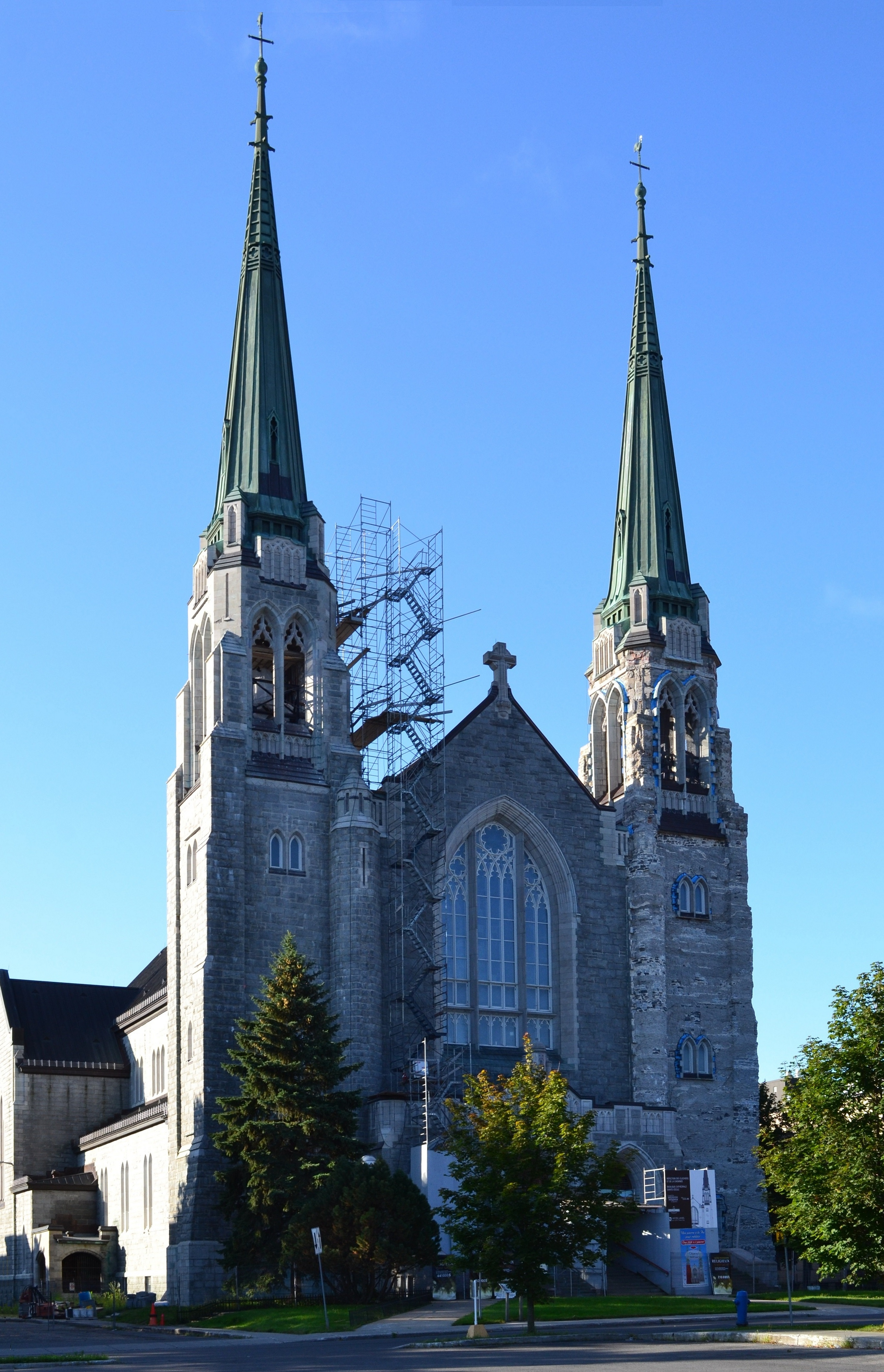
Basilique-cathédrale Sainte-Cécile.

La basilique-cathédrale Sainte-Cécile, siège du diocèse catholique romain de Valleyfield, est l'un des nombreux bâtiments patrimoniaux de Salaberry-de-Valleyfield. L'immeuble, construit en 1934–1935 et victime d'un incendie en 2002, fait l'objet de travaux de restauration financés par le gouvernement du Québec et les dons privés, pour assurer sa pérennité pour les générations futures. Le centre-ville vit au rythme des cloches de la basilique-cathédrale qui retentissent chaque heure de 10 h à 19 h. L'église de l'Immaculée-Conception de Bellerive, construite en 1936–1937 est également un bâtiment de grande envergure qui fascine les visiteurs. La ville de Salaberry-de-Valleyfield abrite un cinéma et deux cinés-clubs (au cinéma et à VALSPEC), le musée de société des Deux Rives (MUSO) qui loge dans l'ancienne église presbytérienne construite en 1881–1882, ainsi que la salle Albert-Dumouchel au Cégep de Valleyfield, d'une capacité de 840 places.
La ville a été la seconde au Québec à se doter d'une bibliothèque municipale, après Montréal, en 1947. De nos jours, bibliothèque Armand-Frappier dessert la population à travers ses trois succursales, dont une située à Saint-Stanislas-de-Kostka. Elle est créée en 1997 par la fusion de la bibliothèque municipale de Salaberry-de-Valleyfield et de la bibliothèque du Cégep de Valleyfield, ouverte alors que l'établissement d'enseignement était un collège classique en 1895. La bibliothèque compte près de 200 000 documents.
La Société d'histoire et de généalogie de Salaberry (SHGS) tient ses activités à la salle Paul-Émile-Prégent.
Les deux hebdomadaires gratuits de Salaberry-de-Valleyfield, Le Soleil de Valleyfield et Le Journal Saint-François ont fusionné en un seul journal en 2015, lequel a conservé le nom de Journal Saint-François et est publié en version papier tous les mercredis. Dans le passé, les journaux Le Progrès (1878-1978),, Valleyfield Express et Le Salaberry ont également été publiés.
Plusieurs organismes et artistes se dévouent à la culture; et sont présentement inscrits au bottin culturel mis en place par la MRC de Beauharnois-Salaberry. Annuellement, de nombreux événements mettent en relief l'importance des arts et de la culture, dont le Festival des arts de Salaberry-de-Valleyfield a lieu tous les ans au parc Delpha-Sauvé depuis 2003. Le photographe Élie Gendron (1883-1953) prend de nombreux clichés de Salaberry-de-Valleyfield et de Beauharnois qui sont souvent utilisés pour des cartes postales.
Le Quartier gourmand regroupe une douzaine de restaurants gastronomiques au centre-ville de Salaberry-de-Valleyfield, tous situés dans un rayon de cinq minutes de marche, servant entre autres alligator et sushi-poutine.

## Société
- Le chœur de la basilique-cathédrale.

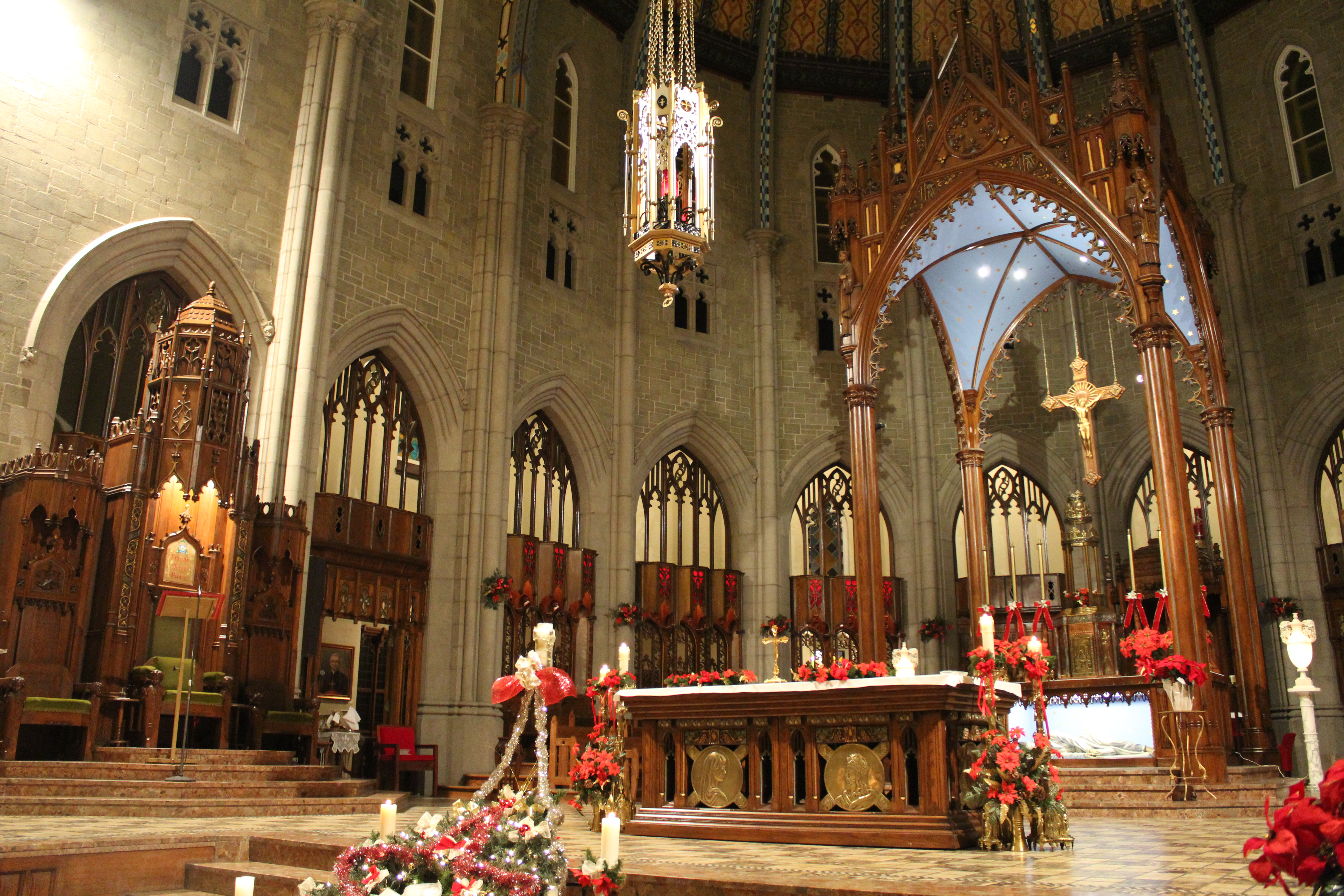
Le chœur de la basilique-cathédrale.

- Basilique-Cathédrale Sainte-Cécile[82]
- Église de l'Immaculée-Conception de Bellerive
- Cégep de Valleyfield
- Université du Québec à Trois-Rivières (Campus Valleyfield)

En tant que capitale régionale et en raison de son poids démographique, Salaberry-de-Valleyfield compte plusieurs institutions d'enseignement sur son territoire. Le collège d'enseignement général et professionnel (Cégep) de Valleyfield, lequel offre aussi des services universitaires dans la région depuis l'automne 2010, et ce, grâce à un partenariat avec le Centre universitaire de la Vallée-du-Haut-Saint-Laurent et l'Université du Québec à Trois-Rivières (UQTR). En outre, il y a, sur le territoire de la ville, un centre de formation générale pour adultes ainsi qu'un centre de formation professionnelle.
Les citoyens peuvent aussi bénéficier de services de santé multiples par le biais de l’hôpital du Suroît, de plusieurs cliniques privées et publiques et de services de médecine spécialisée. La municipalité met en place plusieurs mesures pour faciliter l'accessibilité aux personnes à mobilité réduite, par exemple des bacs surélevés dans les jardins communautaires, un fauteuil hippocampe permettant la transition entre l'eau et la terre ferme au complexe aquatique du parc Delpha-Sauvé ainsi qu'à la plage du parc régional des Îles-de-Saint-Timothée, un programme de secours adapté, une vignette d'accompagnateur de personne handicapée de même que l'accompagnement des jeunes avec besoins particuliers.
On y retrouve également treize écoles primaires publiques, dont une anglophone, et une école secondaire francophone; l'école secondaire de la Baie-Saint-François. Les jeunes Campivallensiens anglophones poursuivent leur éducation secondaire à Ormstown.
La ville est le siège du diocèse de Valleyfield, fondé en 1892 ; l’évêque actuel, le 8e, est Mgr Noël Simard. La Ville de Salaberry-de-Valleyfield compte également les paroisses catholiques actives de Sainte-Cécile, Saint-Timothée et Immaculée-Conception de Bellerive. On retrouve donc trois églises catholiques actives dans la municipalité.
Salaberry-de-Valleyfield possède également quelques lieux de culte protestants, dont une église advendiste du septième jour, dans l'ancienne église anglicane St. Mark sur la rue Gault; une église évangélique baptiste, située dans le secteur Grande-Île sur l'avenue du même nom et l'église Carrefour du Suroît dans l'ancienne école anglophone St. Ignatius, située sur la rue Rolland.

## Personnalités
- Lise Bacon (1934n-), vice-première ministre
- Normand Baillargeon (1958n-), essayiste et chroniqueur
- Michel Barrette (1957-), humoriste et acteur
- Line Beauchamp (1963n-), vice-première-ministre, ministre et députée
- Claude de Beauharnais (1680-1738), seigneur
- Maurice Benoit (1933n-2013), joueur de hockey
- Achille Bergevin (1870n-1933), homme politique
- Charles de la Boische de Beauharnois (1671-1749), seigneur et gouverneur général
- Joseph Bougie (1886n-1918), joueur de hockey et de baseball
- Jean-Luc Brassard (1972n-), skieur
- Marcel Brisebois (1933-2022), prêtre, professeur et animateur
- Jean-Claude Campeau (1923-2009m), joueur de hockey sur glace
- Robert Cauchon* (1900-1980m), homme politique
- Benoît Charette (1964n-), journaliste
- Dominic Chiasson (1977n-), joueur de hockey
- Pierre Cossette (1923n-2009), producteur
- Jean-Michel Daoust (1983n-), joueur de hockey
- Jean-Paul Daoust (1946n-), poète
- Mélodie Daoust (1992n-), joueuse de hockey
- Claude DeBellefeuille, femme politique
- Joseph-Adélard Descarries (1853n-1927), homme politique et avocat
- Serge Deslières, député (1994-2008)
- Albert Dumouchel* (1916n-1971), graveur
- Jean-Pierre Duquette (1939n-), écrivain
- Marco Émond (1977n-), joueur de hockey
- Suzanne Fortier (1949n-), rectrice de l'Université McGill
- Armand Frappier* (1904n-1991), médecin et chercheur
- Martin Gendron (1974n-), joueur de hockey
- Pierre Gendron (1952n-), producteur
- Erik Gervais (1973n-), athlete olympique kayak
- Claude Gosselin (1944n-), artiste et administrateur de musée
- Jocelyn Jean (1947n-2015), peintre
- Rosario Joannette* (1916n-1998m), joueur de hockey sur glace
- Gilles Langevin (1925n-2018), professeur et prêtre
- Joseph-Alfred Langlois* (1876-1966m), évêque
- Gérald Laniel (1924n-2016m), homme politique
- Jean Larose (1948n-), romancier et essayiste
- Georges Latour (1894n-1946), illustrateur
- Laurent Lavigne, homme politique
- Jean-Baptiste Laviolette (1879-1960), joueur de hockey sur glace
- Robert Lebel (1924-2015m), évêque
- Guy Leclair (1968n-), homme politique
- Albert Leduc (1902n-1990), joueur de hockey sur glace
- Edgar Leduc (1888n-1973), homme politique
- Jean-Dominic Leduc (1976-), acteur
- Michel-Maxime Legault (1982n-), comédien et metteur en scène
- Jules Léger* (1913-1980), gouverneur général
- Paul-Émile Léger (1904n-1991), archevêque de Montréal et cardinal
- Marc Lessard, alias Master Bougaricci (1973n-), créateur de mode et animateur
- George di Madeiros Loy (1840-1936m), homme politique*
- Serge Marcil* (1944n-2010), homme politique
- Pierre-Yves McSween (1979n-), comptable, enseignant, animateur de télévision et de radio et auteur
- Pierre Nantel (1963n-), homme politique
- Jean Ouimet, (1954n-), homme politique
- Madeleine Parent* (1918-2012), syndicaliste et féministe
- Dominic Philie (1960n-), acteur et comédien
- Reynald Piché (1929-2015m), artiste peintre
- Didier Pitre (1883n-1934), joueur de hockey sur glace
- Anne Minh-Thu Quach (1982n-), femme politique
- Claude Reid, homme politique
- James Alexander Robb* (1859-1929), homme politique
- Charles-Michel d'Irumberry de Salaberry* (1778-1829), militaire
- Yves Sarault (1972n-), joueur de hockey
- Émile St-Onge (1922-2009), historien, journaliste et syndicaliste
- John Alexander Sullivan* (1879-1952), homme politique
- Jean-Pierre Wallot (1935n-2010), historien et archiviste
- Jean-Michel Daoust (1983n-), joueur de hockey
- Pierre Plante (1951n-), joueur de hockey
- André Deschamps (1953n-), joueur de hockey
- Jacques Faubert (1952n-), compositeur et fondateur de l'Orchestre symphonique du Mont-Royal
- Anne Renaud, auteur
- Hélène Daneault (1961n-), femme politique, médecin et mairesse de Rosemère de 2005 à 2012
- Roland Viau (1954n-), anthropologue, enseignant, écrivain et historien
- Jacob Whiteduck-Lavoie, acteur[85]
- Nancy Thomas (1970-) auteure québécoise.